# チェルヌイシェフスキー (小惑星)
チェルヌイシェフスキー (2783 Chernyshevskij) は、小惑星帯の小惑星である。ニコライ・チェルヌイフがクリミア天体物理天文台で発見した。
ロシア人の思想家、ニコライ・チェルヌイシェフスキー（1828年 - 1889年）に因んで名付けられた。